# 290. Infanterie-Division (Wehrmacht)
La 290. Infanterie-Division fu una divisione dell'esercito tedesco attiva durante la seconda guerra mondiale, che venne creata nel 1940 e fu impiegata nella campagna di Francia e sul fronte orientale, dove fu distrutta nel 1945.

## Storia

### Formazione e campagna di Francia
La divisione fu costituita il 6 febbraio 1940 a Münsterlager e a metà maggio del 1940 fu spostata nell'Eifel, da dove prese parte alla campagna di Francia; la divisione attraversò il Belgio e la Francia combattendo sull'Oise, sull'Aisne, a Pinon e Soissons. Dopo un'ulteriore avanzata attraverso Chateau Thierry, Sens e nella valle della Loira, avanzò attraverso Blois, Tours, Samur e Angers verso Nantes e Saint Nazaire sulla costa atlantica, doverimase come parte con compiti di protezione costiera.

### Fronte orientale
Nel marzo 1941 la divisione venne trasferita nella Prussia orientale, vicino al Memel. Dopo l'inizio dell'operazione Barbarossa, la divisione sfondò le posizioni di confine sovietico e attraversò il Dubysa, combattendo nei pressi di Dünaburg, Sebezh, Rudnja, Pustoshka, Opochka, Velikoye fino alla zona di Staraya Russa. Il 9 gennaio 1942 i sovietici riuscirono a sfondare sul lago Illmen e circondare la divisione nella sacca di Demjansk, tuttavia fu evacuata nel febbraio 1943. La divisione si ritirò e assunse una nuova posizione difensiva sul Porussja tra Staraya Russa e Dno. Seguirono battaglie difensive e di posizione nella zona di Mga e nel dicembre 1943 si spostò nella zona di Newel. Nell'inverno tra il 1943 ed il 1944 venne riorganizzata e all'inizio del 1944 combatté in diverse battaglie difensive tra Novgorod e Polotsk, da dove iniziò a ritirarsi passando per Dryssa, Kraslava, Dünaburg, Akniste e Nereta. Successivamente sul Nemunas, prese parte alle battaglie offensive e difensive a Radviliskis e Bauske. Dopo un'ulteriore ritirata tra Riga e Mitau, le truppe vennero dispiegate sulla testa di ponte in Curlandia attraverso il Lielupe a sud di Sloka e continuò a combattere in Curlandia fino al maggio 1945, quando si arrese alle truppe dell'Armata Rossa.

## Ordine di battaglia
290. Infanterie-Division 1940
- Infanterie-Regiment 501
- Infanterie-Regiment 502
- Infanterie-regiment 503
- Artillerie-Regiment 290
- Divisions-Einheiten 290

290. Infanterie-Division 1944
- Grenadier-Regiment 501
- Grenadier-Regiment 502
- Divisions-Füsilier-Bataillon 290
- Artillerie-Regiment 290
- Divisionseinheiten 290

## Decorazioni
Alcuni soldati della 290. Infanterie-division furono premiati per le loro azioni in guerra:
- Croce Tedesca
  - in oro: 30
- Croce di Cavaliere della croce di ferro: 37[3]
  - Croce di Cavaliere con foglie di quercia: 3
- Distintivo per combattimenti ravvicinati:
  - in bronzo: 6
  - in argento: 3

## Comandanti
- Generalleutnant Max Dennerlein (febbraio 1940 - 8 giugno 1940)
- Generalleutnant Theodor Freiherr von Wrede (8 giugno 1940 - 19 settembre 1940)
- General der Infanterie Helge Auleb (19 settembre 1940 - 14 ottobre 1940)
- Generalleutnant Theodor Freiherr von Wrede (14 ottobre 1940 - 1º maggio 1942)
- Generalleutnant Conrad-Oskar Heinrichs (1º maggio 1942 - 1º febbraio 1944)
- Generalmajor Gerhard Henke (1º febbraio 1944 - giugno 1944)
- Generalmajor Rudolf Goltzsch (giugno 1944 - 18 agosto 1944)
- Generalmajor Hans-Joachim Baurmeister (18 agosto 1944 - 25 aprile 1945)
- Generalmajor Carl Henke (25 aprile 1945 - 27 aprile 1945)
- Generalleutnant Alfred Hemmann (27 aprile 1945 - maggio 1945)[1]